# Yinka Shonibare
Yinka Shonibare est un artiste contemporain britannico-nigérian né le 9 août 1962 à Londres.

## Biographie

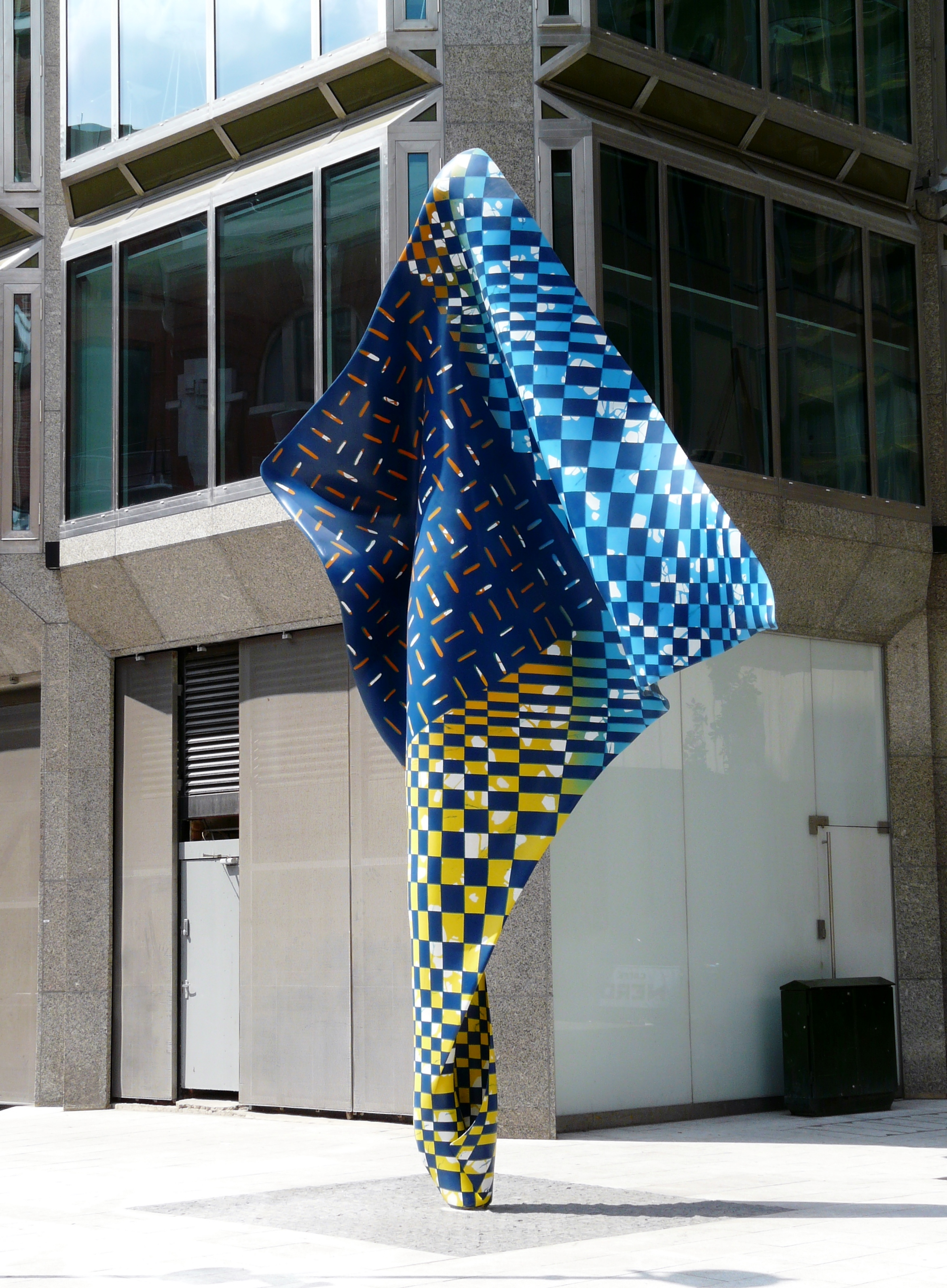
Yinka Shonibare : Wind Sculpture (2014) Londres, Howick Place.

Né à Londres, Yinka Shonibare part à l'âge de trois ans avec sa famille pour Lagos où son père, juriste, trouve à s'employer. À 17 ans, Yinka retourne en Angleterre et est isncrit à la Redrice School (en), école privée située dans le comté de Hampshire. Un an plus tard, il contracte une myélite transverse, conduisant à un handicap physique qui le laisse à moitié paralysé : il ne se déplacera plus qu'en fauteuil roulant.
Il intègre la Byam Shaw School of Art (en) située à l'époque sur le campus de la Goldsmiths, University of London, et décroche un Master of Fine Arts, devenant un contemporain de la génération des Young British Artists. Peu après ses études, Yinka Shonibare trouve un emploi dans un établissement d'enseignement artistique spécialement adapté aux personnes affectées d'un handicap.
Sa carrière débute en 1999 avec la production d'un ensemble de quatre sculptures colorées anthropomorphiques qu'il baptise Dysfunctional Family, actuellement conservé au Walker Art Center.
En tant que photographe, il reçoit le soutien de l'association Autograph ABP.
En 2004, son solo show, Double Dutch, est présenté à Rotterdam, au musée Boijmans Van Beuningen, ainsi qu'à la Stephen Friedman Gallery (Londres) ; l'installation fait partie des quatre finalistes du prix Turner et recueille un franc succès auprès des publics.
En septembre 2008, une rétrospective de son œuvre se tient au musée d'Art contemporain de Sydney ; l'exposition est ensuite présentée au Brooklyn Museum de New York, en juin 2009 puis au musée national d'Art africain à Washington, en octobre suivant.
En 2010, il reçoit sa première commande publique, et produit Nelson's Ship in a Bottle (en), une sculpture de 5 mètres de long, destinée au quatrième socle de Trafalgar Square (Londres), transféré en 2012 au National Maritime Museum.

## Distinctions
- Membre de la Royal Academy of Arts (2013)
- Commandeur de l'ordre de l'Empire britannique (2019)